# Mångkulturåret 2006
Mångkulturåret 2006 var ett svenskt temaår. Det utsågs av Regeringen Persson och hade som syfte att Sveriges kulturella och etniska mångfald skulle bättre införlivas i kulturinstitutionerna.